# 레알 베티스
레알 베티스 발롬피에(스페인어: Real Betis Balompié, 왕립 베티스 축구단)는 줄여서 레알 베티스(스페인어: Real Betis reˈal ˈβetis[*])나 베티스(스페인어: Betis)로 알려진 스페인 안달루시아 주 세비야 연고의 프로 축구 구단이다. 1907년 창단된 이 구단은 2014-15 시즌에 세군다 디비시온을 우승한 이래 라 리가에 줄곧 속해 있었다. 베티스의 안방 구장은 60,720명을 수용할 수 있는 도시 남쪽의 베니토 비야마린이다.
베티스는 1934-35 시즌에 리그를 우승했고, 1976-77 시즌과 2004-05 시즌에는 코파 델 레이를 우승했다. 구단 성적의 기복이 심해 잦은 강등을 경험한 구단 특성상 좌우명은 지더라도 베티스 만세!(¡Viva el Betis manque/aunque pierda!)다.

## 역사
"베티스"라는 명칭은 세비야를 가로지르는 과달키비르 강의 로마 명칭인 바이티스(Baetis)에서 유래했고, 이곳의 로마령도 그리 명명되었다. 1914년, 국왕 알폰소 13세가 왕립(Real) 명칭을 하사받으면서 현재의 명칭인 레알 베티스를 쓰게 되었다.

### 창단

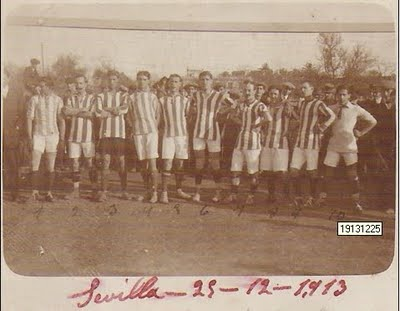
1913년 12월 25일의 베티스 선수단

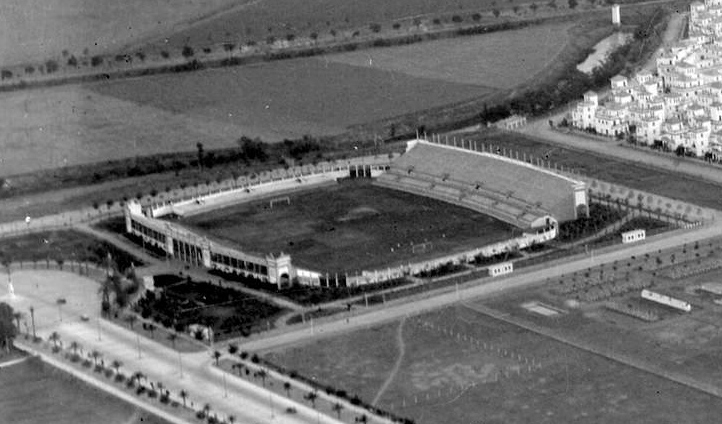
1929년, 에스포시시온 경기장(오늘날의 베니토 비야마린)의 화보

베티스의 연고지 경쟁 구단인 세비야는 도시의 최초 축구단으로 1890년 1월에 창단되었고, 그 다음으로 창단된 구단은 에스파냐 축구단(España Balompié)으로 1907년 9월에 창단되었다. 당시 축구의 영어 표기인 풋볼(fútbol) 대신에 구단명에 축구의 스페인어 순화 표현인 발롬피에(balompié)를 썼는데, 인근 과학기술 전문학교 학생들이 창단하였고, 1년 이상 지나 1909년에 구단 명칭을 세비야 발롬피에(Sevilla Balompié)로 바꾼 것으로 전해진다. 그러나 구단은 1907년을 공식 창단 연도로 두고 있다.
세비야 축구단과의 내적 분열로 또다른 축구단인 베티스 축구단이 창단되었다. 베티스 축구단은 1914년에 세비야 발롬피에로 합병되었다. 같은 해 왕립 명칭을 하사받으면서, 구단 명칭은 레알 베티스 발롬피에(Real Betis Balompié, 왕립 베티스 축구단)으로 개칭되었다. 지지자들은 구단을 당시 발롬피에(Balompié)로 줄여 부르기도 함에 따라 1930년대까지 발롬피에단(Los Balompedistas)으로 지칭되었는데, 그 후로 베티스(Betis)와 베티스인(Béticos)이 구단과 지지자들을 부르는 명칭으로 정착하게 되었다.
레알 베티스의 본래 유니폼 색상은 당시 흔히 찾을 수 있는 색상으로 된 파란 상의와 하얀 하의의 유니폼을 사용했다. 그러나, 창단에 공헌했으며 주장을 역임하기도 한 마누엘 라모스 아센시오는 스코틀랜드에서 유학하며 쌓은 관계망을 활용해 셀틱과 연락했고,(셀틱의 녹색과 백색은 안달루시아 주기의 색상과 동일했다) 셀틱의 유니폼과 같은 옷감을 들여와 구단의 새 유니폼을 만들었다. 라모스는 줄무늬 방향을 가로 '띠모양'에서 세로 줄무늬로 바꾸었다.(당시 녹색 백색의 줄무늬를 쓴 스페인 구단은 없었다) 그러나, 베티스의 구단 공식 웹사이트에는 셀틱이나 스코틀랜드과 연계된 역사에 대한 언급이 없었지만, 2017년에 이를 공식적인 사실로 받아들여 안달루시아의 날에 맞추어 특별히 가로 띠모양 유니폼을 출시했다. 초창기 유니폼 색상인 청색은 주로 원정 유니폼 색상으로 채택된다.

### 1930년대 승격, 우승, 그리고 강등
스페인 제2공화국(1931년~1939년) 시기로 접어들면서, 왕립 칭호는 무효화되어 이 시기의 구단 명칭은 베티스 발롬피에(Betis Balompié)로 스페인 내전때까지 사용되어 이후 오늘날의 명칭으로 환원되었다. 구단은 1931년 6월 21일에 사상 첫 코파 델 프레시덴테 데 라 레푸블리카 결승전에 진출했지만, 마드리드에서 아틀레틱 빌바오에 1-3으로 패해 준우승에 만족해야 했다. 베티스는 1931-32 시즌에 오비에도를 승점 2점 차로 제치고 세군다 디비시온 우승을 거두며 25주년을 장식했고, 그에 따라 라 리가에 참가하는 최초의 안달루시아 연고 구단으로 역사에 남았다.
베티스는 1935년 4월 28일에 아일랜드인 패트릭 오코넬 감독의 지도로 라 리가를 우승했는데, 이 우승은 베티스 역사상 현재까지 처음이자 마지막 1부 리그 우승이었다. 베티스는 마드리드 축구단을 승점 1점차로 제치고 우승했다. 이듬해, 베티스는 리그에서 7위에 그쳤다. 이는 구단의 재정적 문제로 야기된 우승 선수단의 공중분해로 인한 결과였고, 스페인 내전의 발발로 리그 우승 15개월 후에 우승 주역이었던 두 선수 페랄과 사로가 구단을 떠났다. 내전이 벌어진 1936년과 1939년 사이에는 공식 리그 경기가 없었고, 리그가 재개된 1939-40 시즌에 베티스의 몰락은 더욱 두드러졌는데, 5년 전에 리그를 우승했던 구단은 강등당했다.

### 암흑기
베티스는 잠깐 1부 리그로 복귀하기도 했지만, 1년 밖에 버티지 못했고, 이후로도 계속 쇠락하여 1947년에 테르세라 디비시온으로 강등되면서 최악의 상황을 직면하게 되었다. 다수의 지지자들은 밑바닥에서 10년을 보내면서 구단의 "정체성"과 "영혼"이 확립되었다고 보았다. 당시 베티스는 원정 경기에도 대규모의 관중이 찾아가는 "녹색 행진"을 벌이는 것으로 명성이 자자했다.
베티스는 1954년에 2부 리그로 복귀하면서 스페인의 당시 1부리그에서 3부 리그에 모두 소속된 유일한 구단이라는 칭호를 갖게 되었다. 베티스의 암흑기에도 2부 리그로 구단을 복귀 시킨 데에는 당시 회장이었던 마누엘 루이스 로드리게스의 공이 컸다.

### 베니토 비야마린
1955년, 마누엘 루이스 로드리게스 회장은 더 이상 구단의 경제적 지원이 불가능하다 판단하여 자신의 직위를 내려놓았고, 이후 베티스의 가장 회자되는 회장인 베니토 비야마린이 취임했다. 베티스는 비야마린 회장의 임기인 1958-59 시즌에 1부 리그로 복귀해 1963-64 시즌 3위의 호성적을 거두었다. 그는 1961년에 엘리오폴리스 구장을 매입하였는데, 이는 구단 역사상 최대 분기점이 되었는데, 따라서 구장명은 1997년까지 베니토 비야마린 경기장으로 불렸다. 1965년, 비야마린은 10년 만에 구단의 회장직을 내려놓았다.
비야마린이 회장직을 내려놓은 1년 뒤, 구단은 또다시 2부 리그로 강등되어 승격과 강등을 반복하게 되었고, 1974-75 시즌을 기점으로 1부 리그에서의 입지를 굳히기 시작했다.

### 첫 코파 델 레이와 유럽대항전

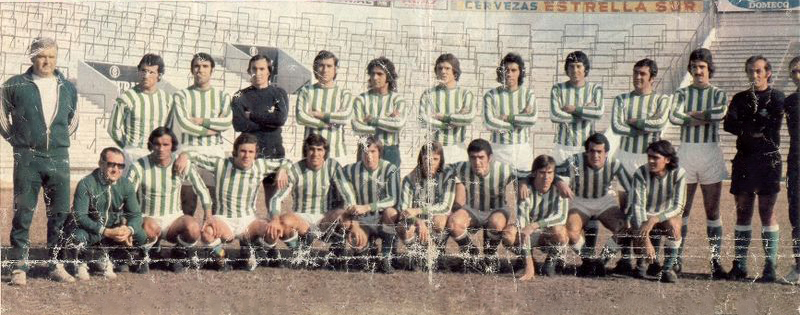
1974-75 시즌의 베티스 선수단

1977년 6월 25일, 베티스는 비센테 칼데론에서 아틀레틱 빌바오와 코파 델 레이 결승전을 벌였다. 경기는 연장전 끝에 2-2로 비긴 후 베티스가 21명의 주자가 나선 승부차기 끝에 8-7로 이겼다. 같은 시즌 구단은 리그를 5위로 마감했다.
코파 델 레이 우승으로 베티스는 유러피언 컵 위너스 컵에 참가하여 1라운드에서 밀란을 합계 3-2로 이기는 파란을 일으켰으나, 8강에서 디나모 모스크바에 패해 탈락했다. 유럽 무대에서 인상적인 활약을 펼침에도 불구하고, 베티스는 1부 리그에서 강등되었다.
이듬해 베티스는 1부 리그로 복귀해 또다른 "중흥기"를 맞이했는데, 이어지는 6년 동안 3번 상위 6개 구단 안에 들었고, 1982년과 1984년에는 UEFA컵 진출권을 얻기도 했다.
1982년 여름, 베니토 비야마린 구장은 1982년 월드컵 2경기를 개최했고, 몰타에 12-1 대승을 거두어 스페인을 유로 1984 본선행에 올린 명경기도 이 곳에서 열렸다.

### 재정난과 마누엘 루이스 데 로페라
1992년, 베티스는 스포츠 공개 유한 법인(S.A.D.)으로 전환하는 새 규정의 적용 대상이 되었고, 따라서 당시 2부 리그에 속했던 구단은 1군과 2군 선수단 운영비의 두 배인 1.2B Ptas의 예산을 필요로 하게 되었다.
3달도 되지 않아, 지지자들은 400M Ptas의 기금을 조성하였고, 당시 부회장인 마누엘 루이스 데 로페라가 대주주로 올라서 경제적 지원을 하여 구단은 강등을 간신히 면했다.
1994년 9월 11일, 베티스는 라 리가 1,000번째 경기를 치렀다.

### 세라 페레르 감독의 임기
2부 리그에서 3년을 더 보낸 베티스는 로렌소 세라 페레르 감독의 임기에 1부 리그로 복귀하여 1994-95 시즌을 맞이했고, 리그를 3위로 마감해 UEFA컵 진출권을 손에 넣었다.

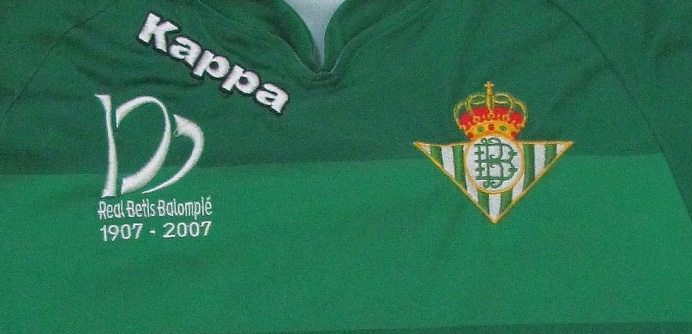
100주년 기념 문양을 새긴 베티스의 2007년 유니폼

베티스는 유럽대항전에서 페네르바흐체(합계 4-1)와 카이저슬라우테른(합계 4-1)을 연파하고 나중에 준우승을 차지한 보르도(2-3)에 밀려 중도 하차했다. 1997년, 베티스는 20년 전에 첫 우승을 거둔 이래 처음으로 코파 델 레이 결승전에 진출했는데, 이번 결승전 장소는 마드리드의 또다른 경기장 산티아고 베르나베우로, 바르셀로나와 연장전 접전 끝에 2-3으로 석패했다.
본래 바르사는 세라 페레르 감독이 여름에 베티스를 떠나면서 감독으로 취임하게 될 구단으로, 전에 선수로 활약했던 적이 있던 루이스 아라고네스가 감독을 맡을 것으로 보였다. 아라고네스는 한 시즌 만에 감독직을 그만두었고, 소속 구단은 리그 8위와 컵위너스컵 8강 진출의 성적을 거두었는데, 베티스는 나중에 우승을 차지하는 첼시에 합계 2-5로 지면서 탈락했다.
아라고네스의 후임으로 하비에르 클레멘테 감독이 취임했는데, 그는 지지자들에게 침을 뱉고 안달루시아르 "다른 나라!"라고 말해 논란의 대상이 되었다. 클레멘테의 베티스는 성적이 하락하여 리그를 11위로 마치고 UEFA컵에서는 볼로냐와의 3라운드에서 떨어졌다. 그 후로, 베티스는 수 차례 감독이 교체되었고, 강등과 승격을 반복하다가 후안데 라모스가 지휘봉을 잡고서 리그 6위의 성적을 거두었다.
후안데 라모스도 1년 만에 감독직을 그만두고 사라고사에서 컵위너스컵을 우승했던 빅토르 페르난데스가 후임이 되었다. 그의 선수단은 2년 동안리그에서 8위와 9위의 성적을 거두었고, 1년차에 UEFA컵 3라운드에 진출했지만, 오세르에 합계 1-2로 패해 더 나아가지 못했다.
2004년, 페르난데스의 후임으로 세라 페레르가 복귀했는데, 그는 1부 리그 4위의 성적을 거두었다. 베티스는 2005년 6월 11일에 코파 델 레이 결승전을 치르러 비센테 칼데론을 다시 밟았는데, 유소년부 출신인 다니가 연장전에 결승골을 넣어 오사수나를 2-1로 이겼다.
리그 성적에 따라 베티스는 챔피언스리그에 참가하는 최초의 안달루시아 구단이 되었고, 모나코와의 플레이오프전에서 3-2로 이기면서 조별 리그에 올라갔다. G조에 편성되어 첼시와의 안방 경기에서 1-0으로 이기기도 해지만, 조별 리그를 3위로 마감하여 UEFA컵으로 "패퇴"했고, 스테아우아 부쿠레슈티와의 16강전에서 탈락했다.(0-0 원정 무승부, 0-3 안방 패배)

### 100주년 기념

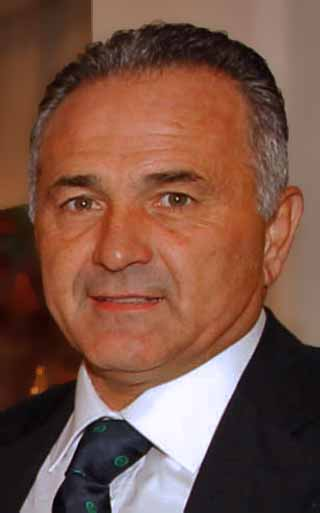
베티스의 전 선수이자 회장이었던 라파엘 고르디요

베티스는 2007년에 100주년을 맞이했다. 자축 행사로 유럽 정상에 오른 밀란과 8월 9일에 특별 경기를 치렀는데, 마르크 곤살레스의 후반전 초기에 얻은 페널티 킥에 힘입어 1-0으로 이겼다. 일주일 후, 베티스는 이웃 카디스에서 벌어진 트로페오 라몬 데 카란사에서 레알 마드리드를 준결승전에서 이긴 것에 이어 사라고사를 승부차기 끝에 이기고 대회 우승을 거두었다.
2007년은 100주년을 자축하는 시기이면서 선수단과 기술진이 격변하는 시기이기도 했는데, 8명이 새로 입단하여 퇴단한 14명을 대신하게 되었다. 100주년 해에 치른 2006-07 시즌과 2007-08 시즌에 베티스는 4명의 감독이 취임했다. 2007-08 시즌에는 평균 관중 수 기준으로 유럽에서 37번째로 지지자가 많은 구단이었다.

### 세군다 디비시온
몇 년 동안 강등권 경쟁을 벌인 베티스는 2008-09 시즌에 바야돌리드와 안방에서 1-1로 비겼다. 그 결과, 베티스는 리그를 18위로 마감하여 2부 리그로 강등되었다.
2009년 6월 15일, 라파엘 고르디요, 루이스 델 솔, 이폴리토 링콘, 훌리오 카르데뇨사 등의 전 선수들을 비롯해 65,000명의 베티스인들이 모여 6·15 나는 베티스로 간다(15-J Yo Voy Betis)라는 표어로 세비야에서 행진 집회를 열어 구단의 54% 지분을 소유하던 루이스 데 로페라의 구단 매각을 촉구했고, 베티스 지지자들이 지분을 매입해 로페라를 구단의 일상 행정에서 몰아내도록 했다.
집회에도 불구하고, 그 다음 시즌에 수뇌부의 변동은 없었고, 결국 베티스는 1부 리그 복귀에 실패하였다.

### 법정에 선 로페라와 구단 매각
메르세데스 아얄라 세비야 법관은 베티스와 이전에 사기 혐의가 있던 루이스 데 로페라 소유 사업 사이의 관계를 조사했다. 2010년 7월 7일, 예비 법정 조사를 1주 앞두고, 로페라는 자신이 소유한 지분의 94%인 베티스의 총 지분 51%를 루이스 올리베르가 소유한 비톤 스포르트에 €16M의 헐값으로 매각했고, 로페라는 소주주로 물려났다. 올리베르는 이미 카르타헤나와 헤레스 두 구단 소유권도 있는데, 모두 파산 일보 직전까지 갔다.
그러나, 구단의 거래가 성사되기 직전 아얄라 감독이 로페라의 지분을 압수했다. €1M의 보증금을 포기하고 빈털털이가 된 올리베르는 성급히 제3자로부터 지분을 매입해 로페라의 측근들로 구성된 구단 수뇌부의 투표를 통과해 구단 운영권을 허락했다. 이에 대응해, 아얄라 판사는 명망 높은 베티스, 레알 마드리드, 그리고 스페인 국가대표팀 전설 라파엘 고르디요가 로페라의 지분을 들여 로페라가 구단을 운영치 못하도록 하였고, 구단의 결정이 구단 수뇌부가 아닌 구단 전체에 이롭게 하도록 만들었다.

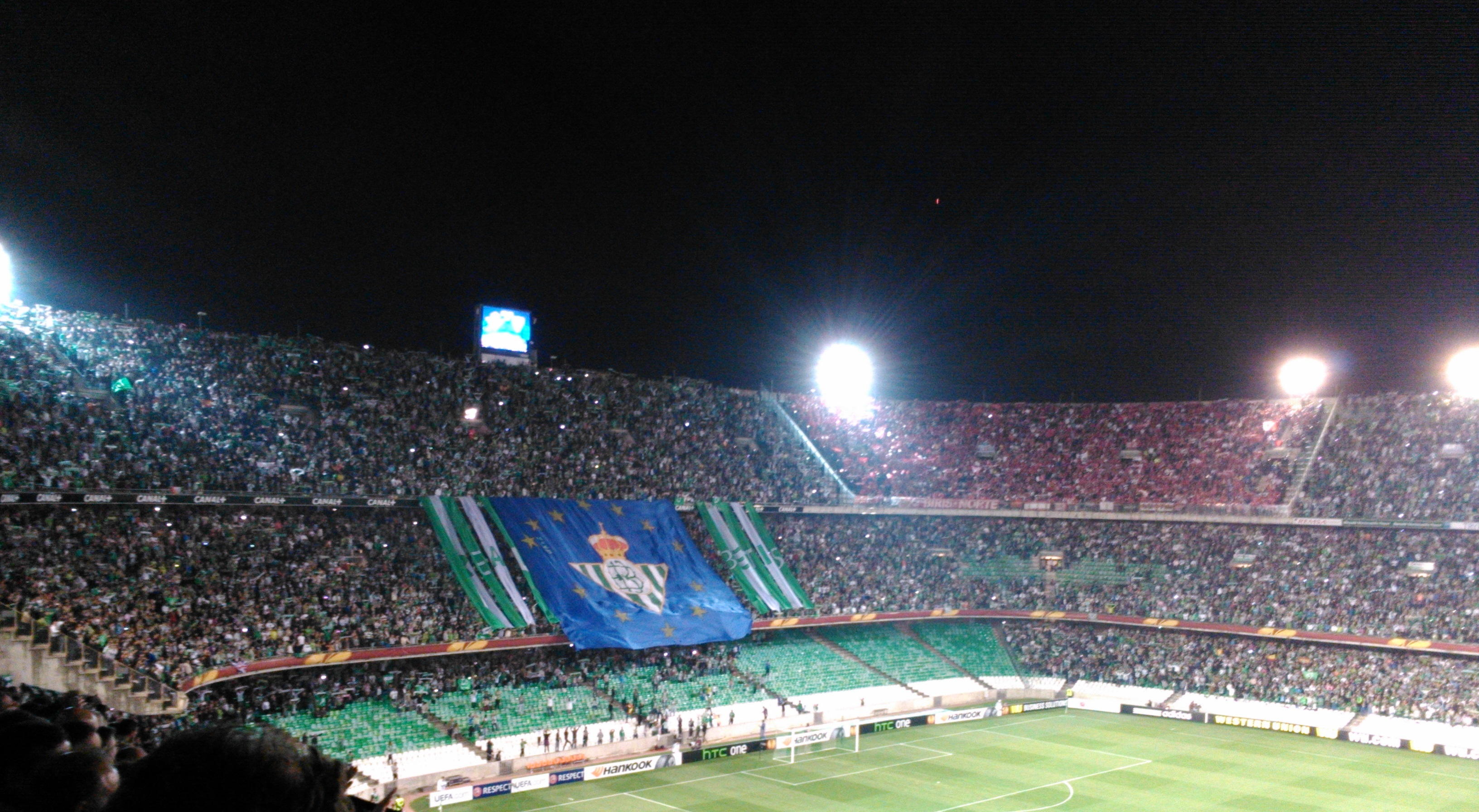
베니토 비야마린 구장 내부

### 라 리가 복귀
페페 멜 감독의 휘하의 베티스는 2011-12 시즌에 처음 4경기에서 4승을 거두며 훌륭히 시즌을 시작했고, 루벤 카스트로는 전 시즌 27골을 기록한 데 이어 득점포를 다시 가동했다. 베티스는 라 리가 복귀 1년차를 리그 13위로 마감했다.
2012-13 시즌, 베티스는 라 리가를 7위로 마무리해 유로파리그 진출권을 확보해 2005-06년 챔피언스리그 이래 처음으로 유럽대항전에 진출했다. 그러나 이번 유럽대항전은 지역 숙적 세비야에 승부차기 끝에 패하는 것으로 끝났다. 설상가상으로 베티스는 2013-14 시즌을 3경기 남겨놓고 라 리가에서 강등되는 것이 확정되었다. 그러나 이듬해에 2경기를 남겨놓고 2부 리그 우승을 확정지어 1부 리그로 복귀했다.

## 세비야 더비

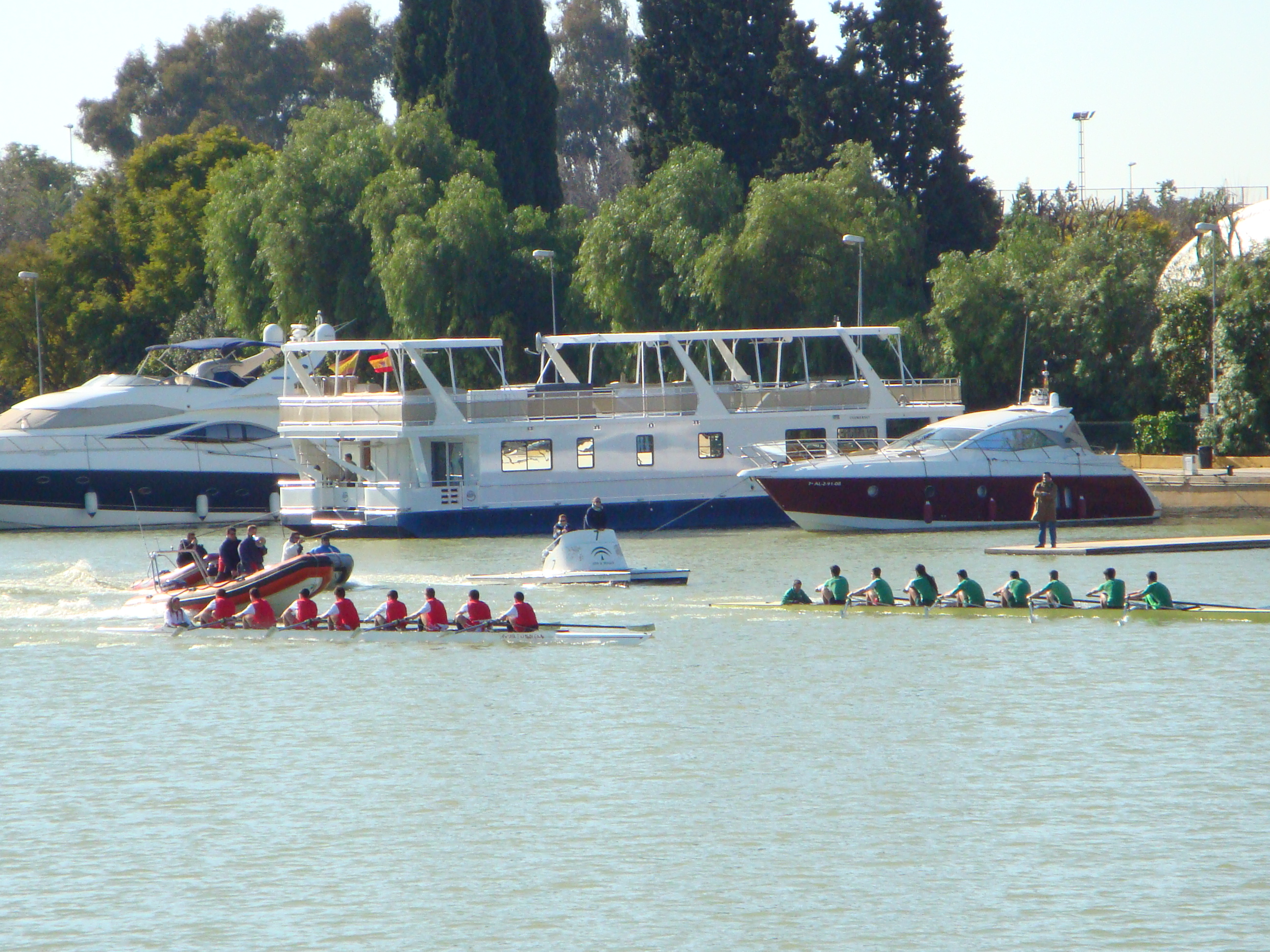
과달키비르 강에서 벌어진 세비야와 베티스 간의 조정 경기

베티스는 오랜 기간 같은 연고지의 세비야와 경쟁 구도를 이루었다. 두 구단은 114번의 공식 맞대결을 치렀는데, 세비야가 45%의 승률로 31% 승률의 베티스를 앞서고 있다.
양 측의 첫 맞대결은 1915년 2월 8일에 벌어졌는데, 세비야가 4-3으로 승리했다. 이 경기는 격렬한 분위기로 관중이 난입해 심판이 경기를 중지시키면서 경기를 끝내지 못했다.
1916년에 열린 첫 안달루시아 컵(Copa Andalucía)이 공식 첫 세비야 더비 경기였다. 17번의 대회에서 세비야가 14번 승리했는데, 베티스는 단 한 번 우승하는데 그쳤다. 이 중 1918년에는 베티스가 유소년부 선수들을 출전시켜 0-22 패배를 당한 1918년 대회도 있었다.
양 구단이 리그에서 만난 첫 경기는 1929 시즌의 2부 리그로, 각자의 안방에서 3-0, 2-1로 승리했다. 두 구단이 1부 리그에서 맞대결을 펼친 첫 사례는 1934-35 시즌으로, 세비야 안방에서는 베티스가 3-0으로 이겼고, 베티스 안방에서는 2-2로 비겼으며, 베티스는 이 시즌에 리그 우승을 거두었다.
1943년 1월 17일, 베티스는 세비야에 0-5 대패를 당하고 결국 강등당했다. 1958년 9월 21일, 라몬 산체스 피스후안에서 열린 첫 경기에서 베티스가 4-2로 이겼다.
이후, 둘 간의 맞대결은 폭력 사태로 얼룩졌다: 한 사례로는 경호원이 세비야 지지자한테 목발로 맞는 일이 있었고, 베티스의 골키퍼 토니 프라츠가 습격을 당하고, 세비야 감독 후안데 라모스도 투척된 물병에 맞기도 했다. 후자의 경우 코파 델 레이 경기가 중단되었고, 헤타페에서 3주 후에 무관중으로 경기가 재개되었다.
2009년 2월 7일, 베티스는 2-1로 산체스 피스후안에서 승리를 거두었지만, 1부 리그에서 강등되었고, 반면 세비야는 3위로 시즌을 마감해 챔피언스리그에 참가했다.
2019년 11월 9일, 10,000명 이상의 베티스 지지자들이 더비 경기를 앞두고 구단 훈련을 관람했다.

### 통계
| 구단   | 전 | 무 | 승 | 득  | 안방 | 원정 |
| ------ | -- | -- | -- | --- | ---- | ---- |
| 베티스 | 84 | 18 | 28 | 101 | 18   | 10   |
| 세비야 | 84 | 18 | 38 | 118 | 26   | 12   |

| 구단   | 전 | 무 | 승 | 안방 | 원정 |
| ------ | -- | -- | -- | ---- | ---- |
| 베티스 | 16 | 6  | 4  | 2    | 2    |
| 세비야 | 16 | 6  | 6  | 3    | 3    |

| 구단   | 전 | 무 | 승 | 안방 | 원정 |
| ------ | -- | -- | -- | ---- | ---- |
| 베티스 | 16 | 5  | 4  | 4    | 0    |
| 세비야 | 16 | 5  | 7  | 5    | 2    |

## 유럽대항전 출전 기록
2020년 8월 20일 기준
| 대회                | 전 | 승 | 무 | 패 | 득 | 실  | 차    | 승률  |
| ------------------- | -- | -- | -- | -- | -- | --- | ----- | ----- |
| 챔피언스리그        | 8  | 3  | 2  | 3  | 6  | 9   | −3    | 37.50 |
| 컵위너스컵          | 12 | 5  | 3  | 4  | 15 | 13  | +2    | 41.67 |
| UEFA컵 / 유로파리그 | 46 | 10 | 12 | 63 | 38 | +25 | 52.17 |       |
| 합계                | 66 | 32 | 15 | 19 | 84 | 60  | +24   | 48.48 |

출처: UEFA.com 
 전 = 경기 횟수; 승 = 승리 횟수; 무 = 무승부 횟수; 패 = 패배 횟수; 득 = 득점 횟수; 실 = 실점 횟수; 차 = 골득실차. 

## 구단 통계

### 시즌별

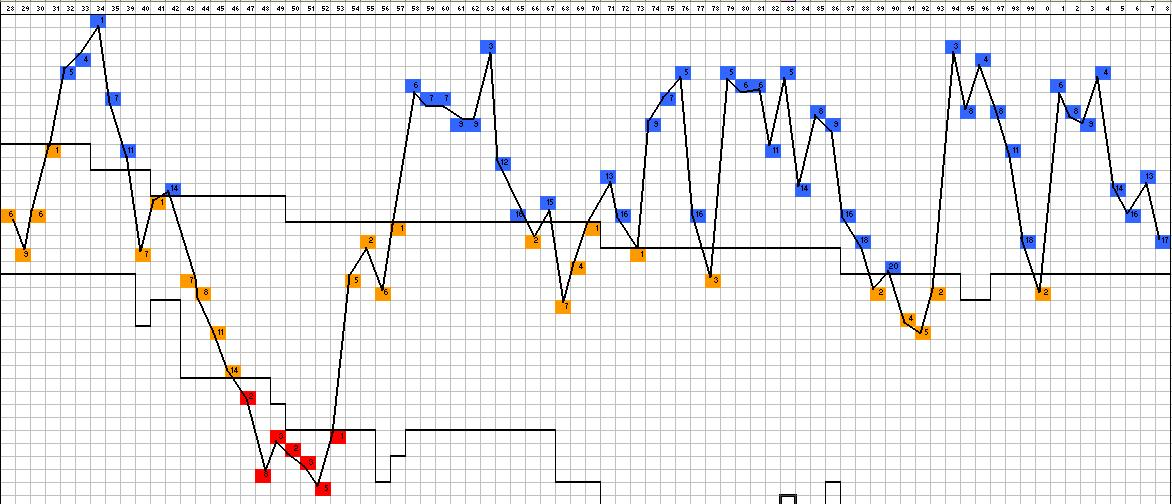
베티스의 시즌별 리그 순위

| 시즌    | 리그 | 리그명 | 순위 | 코파 델 레이 |
| ------- | ---- | ------ | ---- | ------------ |
| 1929    | 2    | 2부    | 6위  | 32강         |
| 1929-30 | 2    | 2부    | 9위  | 16강         |
| 1930-31 | 2    | 2부    | 6위  | 준우승       |
| 1931-32 | 2    | 2부    | 1위  | 16강         |
| 1932-33 | 1    | 1부    | 5위  | 8강          |
| 1933-34 | 1    | 1부    | 4위  | 4강          |
| 1934-35 | 1    | 1부    | 1위  | 8강          |
| 1935-36 | 1    | 1부    | 7위  | 8강          |
| 1939-40 | 1    | 1부    | 11위 | 16강         |
| 1940-41 | 2    | 2부    | 7위  | 16강         |
| 1941-42 | 2    | 2부    | 1위  | 1라운드      |
| 1942-43 | 1    | 1부    | 14위 | 16강전       |
| 1943-44 | 2    | 2부    | 7위  | 32강         |
| 1944-45 | 2    | 2부    | 8위  | 1라운드      |
| 1945-46 | 2    | 2부    | 11위 | 1라운드      |
| 1946-47 | 2    | 2부    | 14위 | 16강전       |
| 1947-48 | 3    | 3부    | 2위  | 5라운드      |
| 1948-49 | 3    | 3부    | 8위  | 2라운드      |
| 1949-50 | 3    | 3부    | 3위  | 불참         |
| 1950-51 | 3    | 3부    | 2위  | 불참         |

| 시즌    | 리그 | 리그명 | 순위 | 코파 델 레이 |
| ------- | ---- | ------ | ---- | ------------ |
| 1951-52 | 3    | 3부    | 3위  | 불참         |
| 1952-53 | 3    | 3부    | 5위  | 불참         |
| 1953-54 | 3    | 3부    | 1위  | 불참         |
| 1954-55 | 2    | 2부    | 5위  | 불참         |
| 1955-56 | 2    | 2부    | 2위  | 불참         |
| 1956-57 | 2    | 2부    | 6위  | 불참         |
| 1957-58 | 2    | 2부    | 1위  | 불참         |
| 1958-59 | 1    | 1부    | 6위  | 8강          |
| 1959-60 | 1    | 1부    | 7위  | 16강         |
| 1960-61 | 1    | 1부    | 6위  | 4강          |
| 1961-62 | 1    | 1부    | 9위  | 16강         |
| 1962-63 | 1    | 1부    | 9위  | 8강          |
| 1963-64 | 1    | 1부    | 3위  | 8강          |
| 1964-65 | 1    | 1부    | 12위 | 32강         |
| 1965-66 | 1    | 1부    | 16위 | 4강          |
| 1966-67 | 2    | 2부    | 2위  | 16강         |
| 1967-68 | 1    | 1부    | 15위 | 16강         |
| 1968-69 | 2    | 2부    | 7위  | 불참         |
| 1969-70 | 2    | 2부    | 4위  | 16강         |
| 1970-71 | 2    | 2부    | 1위  | 16강         |

| 시즌    | 리그 | 리그명 | 순위 | 코파 델 레이 |
| ------- | ---- | ------ | ---- | ------------ |
| 1971-72 | 1    | 1부    | 13위 | 4라운드      |
| 1972-73 | 1    | 1부    | 16위 | 8강          |
| 1973-74 | 2    | 2부    | 1위  | 16강         |
| 1974-75 | 1    | 1부    | 9위  | 16강         |
| 1975-76 | 1    | 1부    | 7위  | 4강          |
| 1976-77 | 1    | 1부    | 5위  | 우승         |
| 1977-78 | 1    | 1부    | 16위 | 8강          |
| 1978-79 | 2    | 2부    | 3위  | 3라운드      |
| 1979-80 | 1    | 1부    | 5위  | 8강          |
| 1980-81 | 1    | 1부    | 6위  | 2라운드      |
| 1981-82 | 1    | 1부    | 6위  | 4라운드      |
| 1982-83 | 1    | 1부    | 11위 | 16강         |
| 1983-84 | 1    | 1부    | 5위  | 3라운드      |
| 1984-85 | 1    | 1부    | 14위 | 4강          |
| 1985-86 | 1    | 1부    | 8위  | 3라운드      |
| 1986-87 | 1    | 1부    | 9위  | 16강         |
| 1987-88 | 1    | 1부    | 16위 | 16강         |
| 1988-89 | 1    | 1부    | 18위 | 16강         |
| 1989-90 | 2    | 2부    | 2위  | 16강         |
| 1990-91 | 1    | 1부    | 20위 | 16강         |

| 시즌      | 리그 | 리그명 | 순위 | 코파 델 레이 |
| --------- | ---- | ------ | ---- | ------------ |
| 1991-92   | 2    | 2부    | 4위  | 16강         |
| 1992-93   | 2    | 2부    | 5위  | 5라운드      |
| 1993-94   | 2    | 2부    | 2위  | 4강          |
| 1994-95   | 1    | 1부    | 3위  | 16강         |
| 1995-96   | 1    | 1부    | 8위  | 16강         |
| 1996-97   | 1    | 1부    | 4위  | 준우승       |
| 1997-98   | 1    | 1부    | 8위  | 8강          |
| 1998-99   | 1    | 1부    | 11위 | 16강         |
| 1999-2000 | 1    | 1부    | 18위 | 2라운드      |
| 2000-01   | 2    | 2부    | 2위  | 64강         |
| 2001-02   | 1    | 1부    | 6위  | 64강         |
| 2002-03   | 1    | 1부    | 8위  | 16강         |
| 2003-04   | 1    | 1부    | 9위  | 16강         |
| 2004-05   | 1    | 1부    | 4위  | 우승         |
| 2005-06   | 1    | 1부    | 14위 | 8강          |
| 2006-07   | 1    | 1부    | 16위 | 8강          |
| 2007-08   | 1    | 1부    | 13위 | 16강         |
| 2008-09   | 1    | 1부    | 18위 | 8강          |
| 2009-10   | 2    | 2부    | 4위  | 2라운드      |
| 2010-11   | 2    | 2부    | 1위  | 8강          |

| 시즌    | 리그 | 리그명 | 순위 | 코파 델 레이 |
| ------- | ---- | ------ | ---- | ------------ |
| 2011-12 | 1    | 1부    | 13위 | 32강         |
| 2012-13 | 1    | 1부    | 7위  | 8강          |
| 2013-14 | 1    | 1부    | 20위 | 16강         |
| 2014-15 | 2    | 2부    | 1위  | 32강         |
| 2015-16 | 1    | 1부    | 10위 | 16강         |
| 2016-17 | 1    | 1부    | 15위 | 32강         |
| 2017-18 | 1    | 1부    | 6위  | 32강         |
| 2018-19 | 1    | 1부    | 10위 | 4강          |
| 2019-20 | 1    | 1부    | 15위 | 32강         |
| 2020-21 | 1    | 1부    | 6위  | 8강          |
| 2021-22 | 1    | 1부    |      |              |

- 라 리가에서 56시즌
- 세군다 디비시온에서 25시즌
- 테르세라 디비시온에서 7시즌 (3부 리그 시절)
- 챔피언스리그 참가 1회
- 유로파리그 / UEFA컵 참가 7회
- 컵위너스컵 참가 2회

### 최근 라 리가 성적
레알 베티스는 1999-2000 시즌에 라 리가에서 강등당했으나 1년 만에 복귀했다.
| 시즌      | 순위 | 전 | 승 | 무 | 패 | 득 | 실 | 점 |
| --------- | ---- | -- | -- | -- | -- | -- | -- | -- |
| 1996-97   | 4위  | 42 | 21 | 14 | 7  | 81 | 46 | 77 |
| 1997-98   | 8위  | 38 | 17 | 8  | 13 | 49 | 50 | 59 |
| 1998-99   | 11위 | 38 | 14 | 7  | 17 | 47 | 58 | 49 |
| 1999-2000 | 18위 | 38 | 11 | 9  | 18 | 33 | 56 | 42 |
| 2001-02   | 6위  | 38 | 15 | 14 | 9  | 42 | 34 | 59 |
| 2002-03   | 8위  | 38 | 14 | 12 | 12 | 56 | 53 | 54 |
| 2003-04   | 9위  | 38 | 13 | 13 | 12 | 46 | 43 | 52 |
| 2004-05   | 4위  | 38 | 16 | 14 | 8  | 62 | 50 | 62 |
| 2005-06   | 14위 | 38 | 10 | 12 | 16 | 34 | 51 | 42 |
| 2006-07   | 16위 | 38 | 8  | 16 | 14 | 36 | 49 | 40 |
| 2007-08   | 13위 | 38 | 12 | 11 | 15 | 45 | 51 | 47 |
| 2008-09   | 18위 | 38 | 10 | 12 | 16 | 51 | 58 | 42 |
| 2011-12   | 13위 | 38 | 13 | 8  | 17 | 47 | 56 | 47 |
| 2012-13   | 7위  | 38 | 16 | 8  | 14 | 57 | 56 | 56 |
| 2013-14   | 20위 | 38 | 6  | 7  | 25 | 36 | 78 | 25 |
| 2015-16   | 10위 | 38 | 11 | 12 | 15 | 34 | 52 | 45 |
| 2016-17   | 15위 | 38 | 10 | 9  | 19 | 41 | 64 | 39 |
| 2017-18   | 6위  | 38 | 18 | 6  | 14 | 60 | 61 | 60 |
| 2018-19   | 10위 | 38 | 14 | 8  | 16 | 44 | 52 | 50 |
| 2019-20   | 15위 | 38 | 10 | 11 | 17 | 48 | 60 | 41 |
| 2020-21   | 6위  | 38 | 17 | 10 | 11 | 50 | 50 | 61 |

## 선수

### 현재 선수 명단
2024년 8월 30일 기준
참고: FIFA 자격 규정에 따라 소속된 국가대표팀 국기를 표시합니다. 선수는 복수의 FIFA 비회원국 국적을 가지고 있을 수 있습니다.
| 번호 | 포지션 | 국적             | 이름                              |
| ---- | ------ | ---------------- | --------------------------------- |
| 1    | GK     | 포르투갈         | 후이 실바                         |
| 2    | DF     |                  | 엑토르 베예린                     |
| 3    | DF     |                  | 디에고 요렌테                     |
| 4    | MF     |                  | 조니 카르도주                     |
| 5    | DF     |                  | 마르크 바르트라                   |
| 6    | DF     |                  | 나탕 (나폴리에서 임대)            |
| 7    | FW     |                  | 후안미                            |
| 8    | FW     |                  | 비토르 호케 (바르셀로나에서 임대) |
| 9    | FW     |                  | 에세키엘 아빌라                   |
| 10   | FW     | 모로코           | 압데 에잘줄리                     |
| 11   | FW     | 콩고 민주 공화국 | 세드리크 바캄부                   |
| 12   | DF     |                  | 리카르도 로드리게스               |
| 13   | GK     |                  | 아드리안                          |

| 번호 | 포지션 | 국적     | 이름                   |
| ---- | ------ | -------- | ---------------------- |
| 14   | MF     | 포르투갈 | 윌리앙 카르발류        |
| 15   | DF     |          | 로맹 페로              |
| 16   | MF     |          | 세르지 알티미라        |
| 18   | MF     |          | 파블로 포르날스        |
| 19   | FW     |          | 이케르 로사다          |
| 20   | MF     |          | 조바니 로 셀소         |
| 21   | MF     |          | 마르크 로카            |
| 22   | MF     |          | 이스코                 |
| 23   | DF     | 세네갈   | 유수프 사발리          |
| 24   | DF     |          | 아이토르 루이발 (주장) |
| 25   | GK     |          | 프란 비에이테스        |
| 38   | MF     |          | 아사네 디아오          |

### 2군 차출 명단
참고: FIFA 자격 규정에 따라 소속된 국가대표팀 국기를 표시합니다. 선수는 복수의 FIFA 비회원국 국적을 가지고 있을 수 있습니다.
| 번호 | 포지션 | 국적 | 이름            |
| ---- | ------ | ---- | --------------- |
| 43   | DF     |      | 루카스 알카사르 |

### 임대 선수 명단
참고: FIFA 자격 규정에 따라 소속된 국가대표팀 국기를 표시합니다. 선수는 복수의 FIFA 비회원국 국적을 가지고 있을 수 있습니다.
| 번호 | 포지션 | 국적 | 이름                                    |
| ---- | ------ | ---- | --------------------------------------- |
| —    | DF     |      | 리카르도 비수스 (알메러 시티로 임대)    |
| —    | DF     |      | 알렉스 페레스 (인테르나치오날레로 임대) |

| 번호 | 포지션 | 국적 | 이름                                   |
| ---- | ------ | ---- | -------------------------------------- |
| —    | FW     |      | 야니스 센하지 (테네리페로 임대)        |
| —    | FW     |      | 보르하 이글레시아스 (셀타 비고로 임대) |

### 영구 결번
- 26 - 미키 로케 (2009-2021, 사후 명예)

## 선수 통계
| 순위 | 이름                 | 출전 |
| ---- | -------------------- | ---- |
| 1    | 호아킨               | 466  |
| 2    | 호세 라몬 에스나올라 | 378  |
| 3    | 라파엘 고르디요      | 343  |
| 4    | 훌리오 카르데뇨사    | 337  |
| 5    | 하비에르 로페스      | 328  |
| 6    | 후안 메리노          | 315  |
| 7    | 안토니오 베니테스    | 305  |
| 8    | 후안호 카냐스        | 303  |
| 9    | 로헬리오 소사        | 300  |
| 10   | 프란시스코 비스코초  | 285  |

| 순위 | 이름                | 골  |
| ---- | ------------------- | --- |
| 1    | 루벤 카스트로       | 148 |
| 2    | 프란시스코 곤살레스 | 109 |
| 3    | 마누엘 도밍게스     | 98  |
| 4    | 폴리 링콘           | 93  |
| 5    | 로헬리오 소사       | 92  |
| 6    | 알폰소 페레스       | 80  |
| 7    | 호르헤 몰리나       | 77  |
| 8    | 호아킨              | 65  |
| 9    | 호아킨 시에라       | 59  |
| 10   | 페르난도 안솔라     | 54  |

## 구단 인사

### 수뇌부
- 회장: 후안 카를로스 오예로 피나[20]
- 부회장: 호세 미겔 로페스 카탈란, 앙헬 아로 가르시아[20]
- 이사진: 호세 몬테로 피사로, 토마스 솔라노 프랑코, 에르네스토 상기노 고메스, 호세 마리아 파골라 세라, 아드리안 페르난데스 로메로, 마리아 빅토리아 로페스 산체스, 라파엘 살라스 가르시아, 라몬 알라르콘 루비알레스, 카예타노 가르시아 데 라 보르보야 카레로[20]
- 홍보 대사: 라파엘 고르디요, 안드레스 사베드라

### 기술진
- 단장: 안토니오 코르돈[21]
- 부단장: 알렉시스 트루히요
- 수석 스카우트: 바실리키 파파
- 스카우트: 야코브 프리스-한센, 블라다 스토시치, 카를로스 바르가스, 아드리안 에스파라가, 파울로 메네세스
- 기술 분석진: 티노 루이스 카브레라(수석), 하이메 케사다
- U-20 스카우트: 후안 호세 카냐스(수석), 페드로 모리야

### 감독진
2020년 7월 9일 기준
- 감독: 마누엘 페예그리니
- 수석 코치: 루벤
- 체력 코치: 프란 소토, 마르코스 알바레스
- 골키퍼 코치: 혼 파스쿠아

### 의료진
- 구단 주치의: 토마스 칼레로
- 물리치료사: 프란 몰라노, 호세 마누엘 피사로, 마누엘 로페스, 마누엘 알칸타리야
- 간호부: 호세 마리아 몬티엘

## 수상

### 공식
- 라 리가 우승 1회
  - 우승: 1934–35
- 코파 델 레이 우승 3회

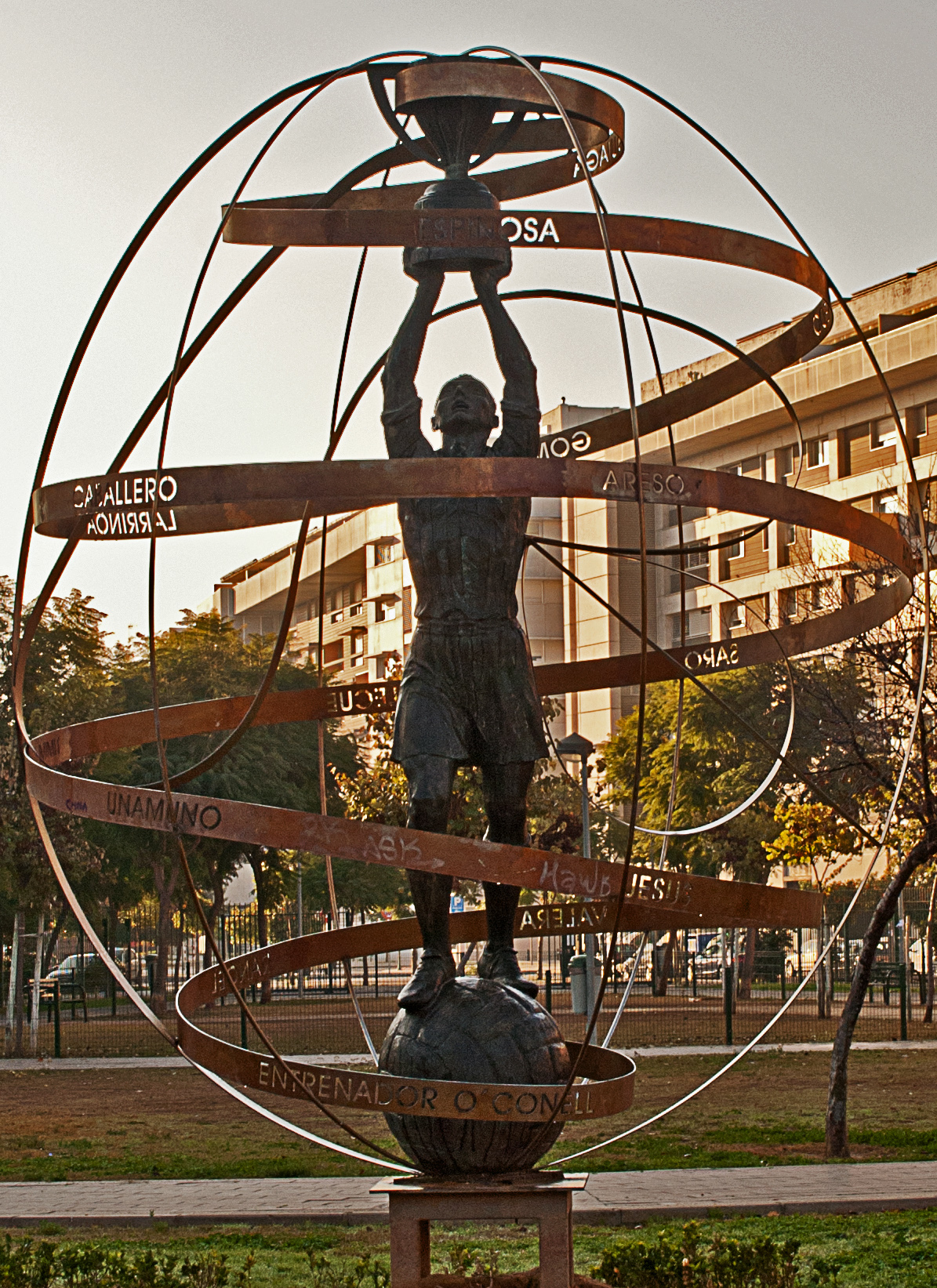
세비야에 세워진 베티스의 1934-35 시즌 리그 우승 기념상

  - 우승: 1976–77, 2004–05, 2021-22
  - 준우승: 1931, 1996–97
- 수페르코파 데 에스파냐
  - 준우승: 2005
- 세군다 디비시온 우승 7회
  - 우승: 1931–32, 1941–42, 1957–58, 1970–71, 1973–74, 2010–11, 2014–15
  - 준우승: 1955–56, 1966–67, 1989–90, 1993–94, 2000–01
- 테르세라 디비시온 우승 1회
  - 우승: 1953–54
- 코파 데 안달루시아 우승 1회 (폐지)
  - 우승: 1927–28
  - 준우승: 1919–20, 1920–21, 1922–23, 1923–24, 1924–25, 1925–26, 1926–27, 1928–29, 1929–30, 1930–31, 1931–32, 1938–39, 1939–40

### 유럽
UEFA 유로파컨퍼런스리그
- 준우승 (1) : 2024-25

### 친선
- 코파 이베리카 준우승: 1935, 2005
- 라몬 데 카란사: 1964, 1999, 2000, 2001, 2007
- 트로페오 콜롬비노: 1968, 1983, 1995, 2009
- 트로페오 과디아나: 2004

### 개인
- 트로페오 피치치 1회
  - 폴리 링콘 (1982–83)
- 트로페오 리카르도 사모라 2회
  - 호아킨 우르키아가 (1934–35), 페드로 루이스 하로 (1994–95)

## 역대 감독
| 감독                          | 연도                                                                  | 비고                                                         |
| ----------------------------- | --------------------------------------------------------------------- | ------------------------------------------------------------ |
| 마누엘 라모스 아세니오        | 1911–14, 1914–15                                                      |                                                              |
| 허버트 리처드 존스            | 1914, 1916                                                            | 초대 회장도 역임                                             |
| J.P. 브라이스                 | 1917                                                                  |                                                              |
| 카르멜로 나바로               | 1918                                                                  |                                                              |
| 바실리오 클레멘테             | 1918                                                                  |                                                              |
| 살바도르 리나트               | 1920                                                                  |                                                              |
| 안드레스 아란다               | 1922, 1939–40, 1943–46, 1949–52, 1965                                 |                                                              |
| 라몬 폴란 이 멜로             | 1923                                                                  |                                                              |
| 알베르토 알바레스             | 1924                                                                  |                                                              |
| 카를로스 카스타녜다           | 1925                                                                  |                                                              |
| 후안 "킹케" 아르메트          | 1927–30                                                               | 라 리가 출범 (1929년)                                        |
| 에멜리오 삼페레               | 1930–32                                                               | 1931년 코파 델 레이 준우승 1932년 세군다 디비시온 우승       |
| 패트릭 오코넬                 | 1932–36, 1940–42, 1946–47                                             | 1935년 라 리가 우승                                          |
| 세사레오 바라가뇨             | 1942–43                                                               |                                                              |
| 프란시스코 고메스             | 1942–43, 1953–55                                                      | 1954년 테르세라 디비시온 우승                                |
| 페드로 솔레                   | 1944–45                                                               |                                                              |
| 호세 "페랄" 수아레스          | 1946–47, 1948–49                                                      |                                                              |
| 호세 키란테                   | 1947–48                                                               |                                                              |
| 마누엘 올리바레스             | 1952–53                                                               |                                                              |
| 사비노 바리나가               | 1955, 1960, 1968–69                                                   |                                                              |
| 페페 발레라                   | 1955–57, 1967–68                                                      |                                                              |
| 카를로스 이투라스페           | 1957                                                                  |                                                              |
| 안토니오 바리오스             | 1957–59, 1967, 1969–72                                                | 1958년, 1971년 세군다 디비시온 우승                          |
| 주제프 세게르                 | 1959                                                                  |                                                              |
| 엔리케 페르난데스             | 1959–60                                                               |                                                              |
| 페르디난트 다우치크           | 1960–63, 1968–69                                                      |                                                              |
| 에르네스토 폰스               | 1963, 1965, 1966                                                      |                                                              |
| 도메네크 발마냐               | 1963–64                                                               |                                                              |
| 루이 옹                       | 1964–65                                                               |                                                              |
| 마르칭 프란시스쿠             | 1965–66                                                               |                                                              |
| 루이스 베요                   | 1966–67                                                               |                                                              |
| 세사르                        | 1967–68                                                               |                                                              |
| 미겔 곤살레스                 | 1969–70                                                               |                                                              |
| 에스테반 아레타               | 1971–72                                                               |                                                              |
| 수서 페렌츠                   | 1972–76                                                               | 1974년 세군다 디비시온 우승                                  |
| 라파엘 이리온도               | 1976–78, 1981–82                                                      | 1976-77년 코파 델 레이 우승                                  |
| 호세 루이스 가르시아 트라이드 | 1978–79                                                               |                                                              |
| 레온 라사                     | 1979–80                                                               |                                                              |
| 루이스 시드                   | 1979–81, 1984–86                                                      |                                                              |
| 루이스 아라고네스             | 1981, 1997년 7월 28일 – 198년 6월 30일                                |                                                              |
| 페드로 부에나벤투라           | 1982, 1988–89                                                         |                                                              |
| 두너이 언털                   | 1982                                                                  |                                                              |
| 마르셀 도밍고                 | 1982–83                                                               |                                                              |
| 페페 알사테                   | 1983–85                                                               |                                                              |
| 루이스 델 솔                  | 1985–87, 2001                                                         |                                                              |
| 존 모티모어                   | 1987–88                                                               |                                                              |
| 에우세비오 리오스             | 1988                                                                  |                                                              |
| 카예타노 레                   | 1988–89                                                               |                                                              |
| 후안 코르바초                 | 1989                                                                  |                                                              |
| 훌리오 카르데뇨사             | 1990                                                                  |                                                              |
| 호세 루이스 로블레도          | 1990–91                                                               |                                                              |
| 호세 라몬 에스나올라          | 1991, 1993                                                            |                                                              |
| 요제프 야라빈스키             | 1991–92                                                               |                                                              |
| 펠리페 메소네스               | 1992                                                                  |                                                              |
| 호르헤 달레산드로             | 1992–93                                                               |                                                              |
| 세르기예 크레시치             | 1993–94                                                               |                                                              |
| 로렌소 세라 페레르            | 1994–97, 2004 7월 1일 – 2006년 6월 8일                                | 2005년 코파 델 레이 우승 2005-06 시즌 챔피언스리그 본선 참가 |
| 안토니우 올리베이라           | 1998                                                                  |                                                              |
| 비센테 칸타토레               | 1998년 8월 26일 – 1998년 10월 26일                                    |                                                              |
| 하비에르 클레멘테             | 10월 7일 1998년 10월 27일 – 1999년 6월 30일                           |                                                              |
| 카를로스 그리구올             | 1999–00                                                               |                                                              |
| 파루크 하지베기치             | 2000년 1월 2일 – 2001년 6월 30일                                      |                                                              |
| 휘스 히딩크                   | 2000년 2월 1일 – 2000년 5월 31일                                      |                                                              |
| 페르난도 바스케스             | 2000년 7월 1일 – 2001년 3월 19일                                      |                                                              |
| 후안데 라모스                 | 2001년 7월 1일 – 2002년 5월 16일                                      |                                                              |
| 빅토르 페르난데스             | 2002년 7월 1일 – 2004년 6월 30일, 2010년 1월 26일 – 2010년 7월 12일   |                                                              |
| 하비에르 이루레타             | 2006년 7월 1일 – 2006년 12월 22일                                     |                                                              |
| 루이스 페르난데스             | 2006년 12월 27일 - 2007년 6월 10일                                    |                                                              |
| 엑토르 쿠페르                 | 2007년 7월 14일 – 2007년 12월 2일                                     |                                                              |
| 파코 차파로                   | 2007년 12월 3일 - 2009년 4월 7일                                      |                                                              |
| 호세 마리아 노게스            | 2009년 4월 7일 - 2009년 6월 30일                                      |                                                              |
| 안토니오 타피아               | 2009년 7월 1일 - 2010년 1월 25일                                      |                                                              |
| 페페 멜                       | 2010년 7월 12일 - 2013년 12월 2일, 2014년 12월 19일 - 2016년 1월 11일 | 2011년, 2015년 세군다 디비시온 우승                          |
| 후안 카를로스 가리도          | 2013년 12월 2일 - 2014년 1월 19일                                     |                                                              |
| 가브리엘 칼데론               | 2014년 1월 19일 - 2014년 5월 19일                                     |                                                              |
| 훌리오 벨라스케스             | 2014년 6월 16일 - 2014년 11월 25일                                    |                                                              |
| 후안 메리노                   | 2014년 11월 25일 - 2014년 12월 19일, 2016년 1월 11일 - 2016년 5월 9일 |                                                              |
| 구스타보 포예트               | 2016년 5월 9일 - 2016년 11월 11일                                     |                                                              |
| 빅토르 산체스                 | 2016년 11월 11일 - 2017년 5월 9일                                     |                                                              |
| 알렉시스 트루히요             | 2017년 5월 9일 – 2017년 5월 26일                                      |                                                              |
| 키케 세티엔                   | 2017년 5월 26일 – 2019년 5월 19일                                     |                                                              |
| 루비                          | 2019년 6월 6일 – J2020년 6월 21일                                     |                                                              |
| 마누엘 페예그리니             | 2020–                                                                 |                                                              |

## 역대 회장
| - 세비야 발롬피에 - 후안 델 카스티요 오초아 (1907–09) - 알폰소 델 카스티요 오초아 (1909–10) - 호세 구티에레스 페르난데스 (1910–11) - 후안 델 카스티요 오초아 (1912) - 허버트 리처드 존스 (1914) - 베티스 푸트볼 클루브 - 엘라디오 가르시아 데 라 보르보야 (1909) - 마누엘 구티에레스 페르난데스 (1910–11) - 미겔 폴가도 (1913–14) - 페드로 로드리게스 데 라 보르보야 (1914) - 레알 베티스 발롬피에 - 허버트 리처드 존스 (1914–15) - 페드로 로드리게스 데 라 보르보야 (1915–17) - 로베트로 비센테 데 마타 (1917–18) - 에두아르도 에르난데스 날다 (1918–19) - 카를로스 알라르콘 데 라 라스트라 (1919–20) - 헤로니모 페레스 데 바르가스 (1920–21) - 카를로스 알라르콘 데 라 라스트라 (1921–22) - 힐 고메스 바후엘로 (1922–23) - 라몬 나바로 (1923–25) - 안토니오 폴로 (1925–26) - 라몬 코르테세로 (1926–27) - 안토니오 데 라 과르디아 (1927–28) - 이그나시오 산체스 메히아스 (1928–29) - 다니엘 메스키타 (1929–30) - 카밀로 로메로 산체스 (1930) - 아돌포 쿠에이아르 로드리게스 (1930–31) | - - 호세 이그나시오 만테콘 (1931–33) - 안토니오 모레노 세비야노 (1933–39) - 라몬 폴 (1940–42) - 알폰소 알라르콘 데 라스트라 (1942–43) - 프란시스코 칸탈라피에드라 (1943–44) - 에두아르도 벤후메나 (1944–45) - 마누엘 로메로 푸에르토 (1945–46) - 필로메노 데 아스페 (1946–47) - 파스콸 아파리시오 (1947–50) - 프란시스코 데 라 세르다a (1950–52) - 마누엘 루이스 로드리게스 (1952–55) - 베니토 비야마린 (1955–65) - 아벨리노 비야마린 (1965–66) - 안드레스 가비뇨 (1966–67) - 훌리오 데 라 푸에르타 (1967–69) - 호세 레온 (1969) - 호세 누녜스 나랑호 (1969–79) - 후안 마누엘 만두이트 (1979–83) - 헤라르도 마르티네스 레타메로 (1983–89) - 우고 갈레라 (1989–92) - 호세 레온 (1992–96) - 마누엘 루이스 데 로페라 (1996–2006) - 호세 레온 (2006–10) - 라파엘 고르디요 (2010–11) - 미겔 기옌 바예호 (2011–2014) - 마누엘 도밍게스 플라타스 (2014) - 후안 카를로스 오예로 피나 (2014-현임) |

## 기록

### 구단 기록
- 라 리가 역대 최고 성적: 1위 (1934–35 시즌)
- 라 리가 역대 최악 성적: 20위 (1990–91 시즌, 2013–14 시즌)
- 최대 안방 승리: 베티스 7–0 사라고사 (1958–59 시즌)
- 최대 원정 승리: 카디스 0–5 베티스 (1977–78 시즌)
- 최대 안방 패배: 베티스 0–5 레알 마드리드 (1960–61 시즌, 2013–14 시즌), 베티스 0–5 오사수나 (2006–07 시즌), 베티스 0–5 바르셀로나 (2017–18 시즌)
- 최대 원정 패배: 아틀레틱 빌바오 9–1 베티스 (1932–33 시즌)
- 최대 역전승: 베티스 – 바르셀로나: 0–2 → 3–2 (2007–08 시즌),[22] 베티스 – 알라베스: 0–2 → 3–2 (2020–21 시즌), 셀타 비고 – 베티스: 2–0 → 2–3 (2020–21 시즌)
- 최대 역전패: 베티스 – 에스파뇰: 2–0 → 2–5 (1999–2000 시즌)

### 선수 기록
- 최다 출전:  호세 라몬 에스나올라 – 574경기[23]
- 최다 공식 경기 출전:  호세 라몬 에스나올라 – 460경기[23]
- 최다 라 리가 경기 출전:  호세 라몬 에스나올라 – 378경기[23]
- 최다 코파 델 레이 경기 출전:  호세 라몬 에스나올라 – 64경기[23]
- 최다 유럽대항전 경기 출전:  호아킨 – 23경기
- 라 리가 최다 득점:  폴리 링콘 – 78골
- 전체 최다 득점: 루벤 카스트로 – 148골
- 유럽대항전 최다 득점:  알폰소 – 8골
- 최다 퇴장:  하이메 케사다 – 7회
- 스페인 국가대표팀 최초 차출 선수:  시몬 레쿠에 – 1934년
- 스페인 국가대표팀 최다 출장 선수:  라파엘 고르디요 – 75경기
- 스페인 국가대표팀 차출 선수: 27명

## 구장

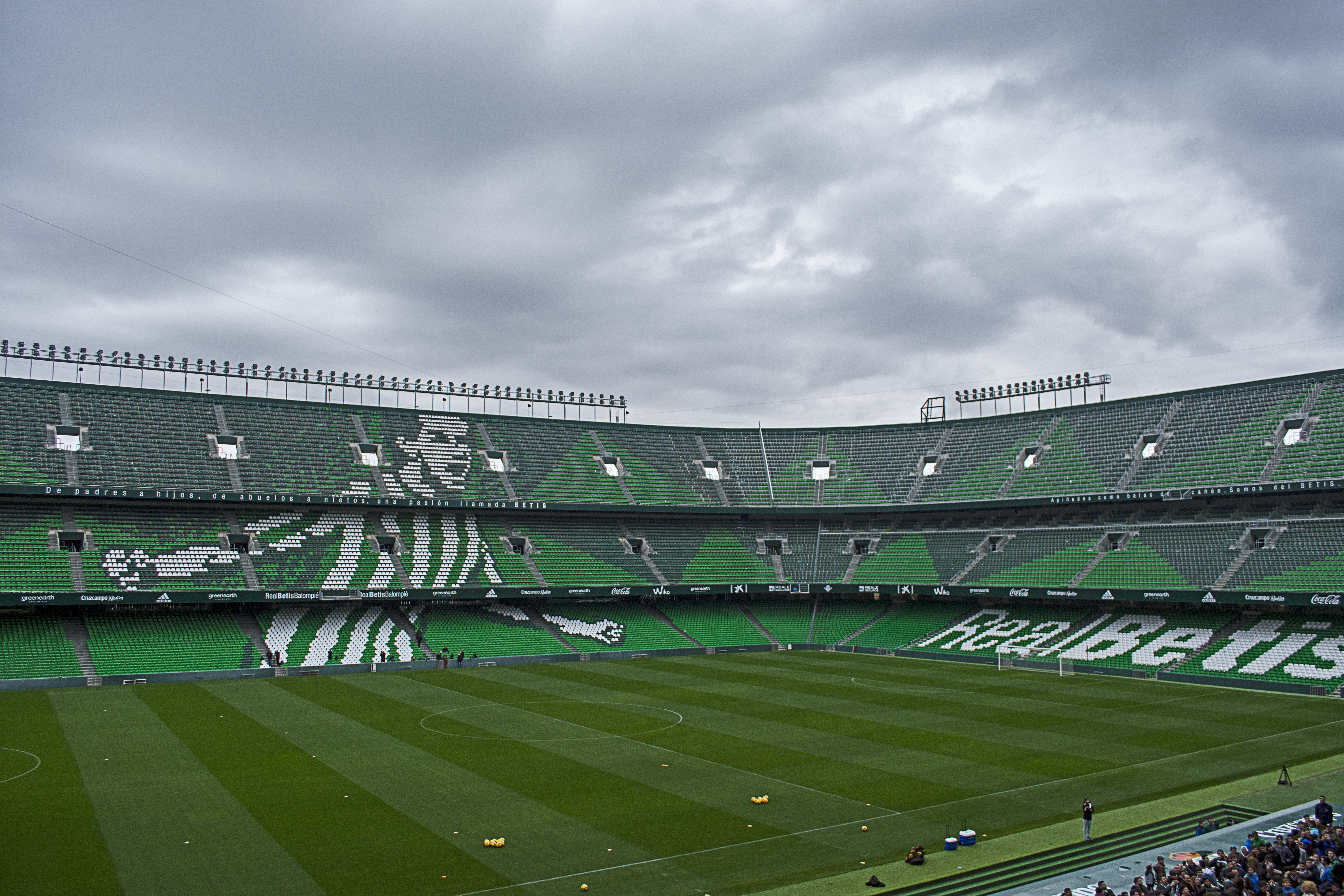
베니토 비야마린 경기장

베티스는 창단 이래 우에르토 데 마리나 구장에서 안방 경기를 치렀다. 1909년, 베티스는 프라도 데 산타 후스타 구장과 프라도 데 산 세바스티안 구장으로 차례로 옮겼고, 후자의 구장에서 2년 후에 숙적 세비야와 구장을 공유했다. 1918년, 베티스는 파트로나토 오브레로 구장으로 옮겨 1918년 11월 1일에 세비야를 상대로 개장 경기를 펼쳤으나, 베티스가 이 경기에서 1-5로 패했다. 1920년대에 구장은 이그나시오 산체스 메히아스 회장의 노고로 몇 차례 재개발되었다. 1929년, 베티스의 현 구장 구 명칭인 에스포시시온 경기장이 착공하여 1936년에 여러 차례 구장을 옮기던 구단은 공식적으로 이 경기장에 정착하였다.
60,720명을 수용할 수 있는 베니토 비야마린 경기장은 베티스의 현 안방 구장이다. 2000년대에 이 경기장은 당시 구단주로, 이 경기장을 헐고 새 구장을 같은 곳에 세우려던 회장의 이름을 따 마누엘 루이스 데 로페라 구장으로 명명되기도 했다.
여러 차례 재건축이 검토되었지만, 구장의 재건축 계획은 연기되었고, 재건축 안의 절반 정도는 원안을 유지하고 있다. 2010년 10월 27일, 구단 회의를 통해 구장 명칭을 베니토 비야마린으로 환원하기로 결정되었다.

## 색상

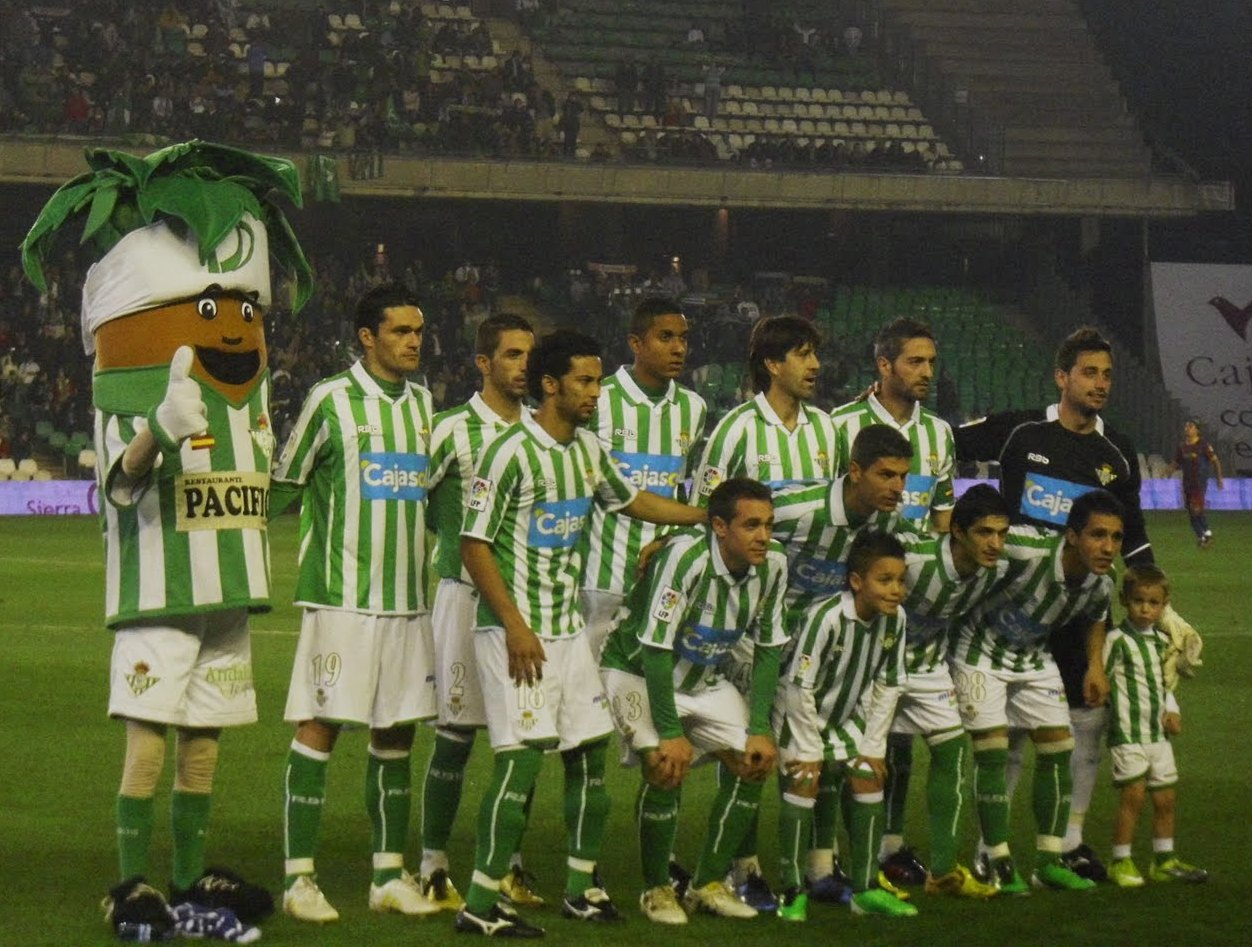
베티스의 녹색, 백색 세로 줄무늬 유니폼은 스코틀랜드 유학생이었던 초창기 선수들이 셀틱의 유니폼에서 영감을 받아 채택되었다.

세비야 발롬피에의 명칭을 쓴 초창기 시절 구단은 보병 군복을 뜻하는 청색 상의에 백색 하의를 착용했다. 1911년을 기점으로, 구단은 스코틀랜드의 글래스고에 유년 시절 유학했던 마누엘 아센시오 라모스가 셀틱의 유니폼 색상을 채택하여 녹색과 백색의 세로 줄무늬 유니폼을 쓰게 되었다. 2017년 2월 28일, 제37대 안달루시아의 날에 베티스는 말라가와의 경기에서 셀틱의 가로 줄무늬와 유사한 유니폼을 착용했다.
1914년 레알 베티스 발롬피에로 구단 명칭이 변경되면서, 유니폼 색상이 자주 변경되었다: 황색 흑색 줄무늬, 전면이 녹색 후면이 청색인 상의에 백색 하의도 사용되었다. 1920년대 말, 베티스는 다시 녹색과 백색 줄무늬를 유니폼으로 사용되었고, 1918년 론다 회의에서 안달루시아 주의회가 공식적으로 녹색을 주색으로 채택하였으나, 이 결정이 구단 색상의 채택에 영향을 받았는지는 불명이다.
그 후로, 베티스는 계속해서 녹색과 백색을 사용해 왔고, 몇 차례 미세한 변화만 있었다.(예를 들어 줄무니 굵기)
녹색과 백색 상의 외에도, 베티스는 백색 하의 외에도 흑색과 녹색 하의를 입기도 했다. 카파는 69년 이래 유니폼을 제조했다.